# Lena Stojković
Lena Stojković (Split, 3 de janeiro de 2002) é uma taekwondista croata. Ela é duas vezes campeã mundial, três vezes campeã europeia e medalhista de bronze olímpica.

## Carreira
Stojković conquistou seu primeiro título sênior internacional no Campeonato Europeu de 2021 no evento feminino de 46 kg. Ela ganhou medalhas de ouro no Campeonato Europeu de 2022 e no Campeonato Mundial de 2022. Stojković manteve seu título no Campeonato Mundial de 2023 e ganhou a medalha de ouro nos Jogos Europeus de 2023. Ela conquistou um terceiro título europeu no Campeonato Europeu de 2024.
Nos Jogos Olímpicos de Verão de 2024, em Paris, conquistou a medalha de bronze na categoria de até 49 kg feminino.